# Leonhard Gleske
Leonhard Gleske (* 18. September 1921 in Bromberg, Polen; † 25. November 2019 in Bad Homburg) war ein deutscher Volkswirt.

## Leben
Gleske stammte aus Bromberg, er studierte Volkswirtschaftslehre in Hannover und Heidelberg und promovierte 1952 zum Dr. rer. pol. Von 1951 bis 1955 war er wissenschaftlicher Mitarbeiter in der Volkswirtschaftlichen Abteilung der Bank deutscher Länder, anschließend im privaten Bankgewerbe tätig. Von 1958 bis 1964 arbeitete er als Direktor für Währungsfragen bei der Kommission der Europäischen Wirtschaftsgemeinschaft.
1964 wurde er zum Präsidenten der Landeszentralbank Bremen ernannt und gehörte in dieser Funktion dem Zentralbankrat der Deutschen Bundesbank an. Später rückte er in das Direktorium der Bundesbank auf und war bis zu seinem Ausscheiden im Herbst 1989 zuständig für den Devisenmarkt, Währungsreserven und internationale Währungsfragen. Danach war er als Senior Advisor der drei deutschen Niederlassungen der Bank of Tokyo und als Berater des Internationalen Währungsfonds beim Aufbau eines modernen Bankwesens in Polen tätig. Gleske war langjähriges Mitglied im Wirtschaftsrat der CDU und Vorsitzender der Bundesfachkommission „Konjunktur und Währung“.
Er lehrte ab Mitte der 1980er Jahre als Honorarprofessor an den Universitäten Münster und Mannheim.

## Wirken
In Die Liquidität in der Kreditwirtschaft beschäftigt sich Gleske mit dem Mechanismus der Kreditgewährung (Kreditmechanik), der notwendigen Liquidität des Bankensystems zu Kreditgewährungen und bestätigt aus bank- wie volkswirtschaftlicher Perspektive, dass Investitionen Ersparnisse finanzieren und nicht umgekehrt.

## Ehrungen und Auszeichnungen
- 1981: Großes Verdienstkreuz des Verdienstordens der Bundesrepublik Deutschland
- 1985: Ehrendoktor der wirtschaftswissenschaftlichen Fakultät der Universität Münster
- 1986: Großes Verdienstkreuz mit Stern des Verdienstordens der Bundesrepublik Deutschland
- 1989: Großes Verdienstkreuz mit Stern und Schulterband des Verdienstordens der Bundesrepublik Deutschland
- 1999: Ludwig-Erhard-Gedenkmedaille des Wirtschaftsrats der CDU
- 1999: Ehrenmitgliedschaft des Wirtschaftsrats der CDU